# RSP (團體)
Real Street Performance或Real Street Project，簡稱RSP，曾經是日本的一個流行音樂演唱及舞蹈團體組合，曾屬於MASTERSIX FOUNDATION、日本索尼音樂娛樂旗下。官方一般描述為「Hip-hop/R&B舞蹈工作室」。於2013年解散。

## 簡史
Real Street Performance成立於日本關西地區，由兩名女歌手Ai及Saki、兩名男舞者（Tomo、Hiromu）及兩名女舞者（Eri、Yui）組成。日本索尼娛樂與讀賣電視台聯合舉辦的「HIPHOP・R&Bダンスユニット」試演活動中，從5000多名試演者中遴選出6名成員進入「Real Street Project」，是為團體的起源。2006年12月發表首張單曲《A Street Story》，不久專輯銷售數字進入了關西地區Top10。後來該曲也成為了由RSP 6名成員主演的電視劇《REAL STREET》之主題曲。
2007年8月樂團發表了第二支單曲《Lifetime Respect -女編-》，當年曾榮登Oricon公信榜第4位。該曲是2001年三木道三發表的《Lifetime Respect》的應曲，以女性的角度重新演繹該曲。
2008年2月6日發表的單曲《感謝。》，也被用作動畫《BLEACH 死神》的片尾曲（第155話 - 第167話）。
2009年6月，樂團發表了第七支單曲《アンマー～母唄～》，該曲是嘉利吉58的《アンマー》的翻唱作品，在沖繩縣地區指母親。同年四名舞者Tomo、Eri、Hiromu及Yui離開了RSP而各自發展，剩餘的兩名歌手Ai及Saki繼續擔任團體成員。歌曲《DICE》，並沒作為單曲發表，而是在RSP的首張專輯《DICE》中隨附發表。
2010年，RSP的作品《旅立つキミへ》作為動畫《BLEACH 死神》的片尾曲（第256話 - 第265話），是為樂團第二次再為動畫獻聲，單曲也於該年3月10日發表。6月14日，RSP樂團作為官方榮譽嘉賓前往美國洛杉磯的Anime Expo登台演出。7月1日，於L.A. Live的諾基亞廣場舉辦了演唱會，演唱了包括兩支動畫《BLEACH 死神》的片尾曲《旅立つキミへ》及《感謝。》，還發表並演唱了單曲《アイコトバ》，這是RSP首次日本海外現場演出。7月7日RSP的第十張單曲《アイコトバ》正式發行。9月29日RSP發表了第二張專輯《ii》，該專輯還包含了特典DVD，內容包括幾首MV、RSP的Anime Expo 2010的洛杉磯之旅。
2013年11月，於大阪心斋桥舉辦了告別演唱會後，Ai及Saki共同宣布兩人各自發展，自此RSP正式解散。Ai表示日後以本名的名「藍」繼續於流行音樂界活動，而Saki則表示往節目主持的方向發展。

## 成員

### 舞者
- Yui，本名船瀬唯，1989年5月8日生於大阪府
- Eri，本名板谷映里，1985年3月23日生於大阪府
- Hiromu，本名江本浩武，1986年10月13日生於大阪府
- Tomo，本名矢本友廣，1983年9月22日生於兵庫縣

### 歌手
- Ai，本名松尾藍，1985年6月16日生於京都府
- Saki，本名八山早紀子，1981年12月18日生於福岡縣（唯一一位關西地區以外出身的成員）

## 作品

### 單曲
| 次序 | 發售日         | 名稱                                          |
| ---- | -------------- | --------------------------------------------- |
| 1st  | 2006年12月6日  | A Street Story                                |
| 2nd  | 2007年8月8日   | Lifetime Respect -女編-                       |
| 3rd  | 2008年2月6日   | 感謝。                                        |
| 4th  | 2008年7月2日   | M 〜もうひとつのラブストーリー〜              |
| 5th  | 2008年12月10日 | LA・LA・LA LOVE SONG 〜ここから始まる恋物語〜 |
| 6th  | 2009年2月25日  | さくら 〜あなたに出会えてよかった〜           |
| 7th  | 2009年6月3日   | アンマー 〜母唄〜                             |
| 8th  | 2009年10月21日 | 恋哀歌 〜あの日に帰りたい〜                   |
| 9th  | 2010年3月10日  | 旅立つキミへ                                  |
| 10th | 2010年7月7日   | アイコトバ                                    |

### 專輯
| 次序 | 發售日        | 名稱 |
| ---- | ------------- | ---- |
| 1st  | 2008年8月27日 | DICE |
| 2nd  | 2010年9月29日 | ii   |

### 電視劇
- REAL STREET （2007年2月28日）主演ドラマと音楽映像集

### 參演作品
- CLIFF EDGE『for You』（2008年9月24日） M-1「また二人で… ～あの日の帰り道～ feat.RSP」
- ハジ→『ハジバム』（2011年1月26日） 6.「指輪と合鍵。feat. Ai from RSP」

| 曲名                    | タイアップ                                                   |
| A Street Story          | よみうりテレビ系ドラマ「REAL STREET」主題歌                  |
| この街の片隅で          | よみうりテレビ系ドラマ「REAL STREET」挿入歌                  |
| Lifetime Respect -女編- | 日本テレビ系「ザ・ワイド」2007年8月度エンディングテーマ      |
| 感謝。                  | テレビ東京系アニメ「BLEACH」2008年1～3月度エンディングテーマ |
| Homie                   | 「ホスピタリティ ツーリズム専門学校大阪」CMソング            |
| You are my friend       | フジテレビ系「バニラ気分!」テーマソング                      |
| 旅立つキミへ            | テレビ東京系アニメ「BLEACH」2010年2月～エンディングテーマ    |
| 明るい光の中で          | ヤマザキナビスコ「ビッツサンド」CMソング                     |
| 夢道                    | goomo「青春ファイトGP!」テーマソング                         |

## 資料來源
1. ↑  .   [2016-02-17]. （原始内容存档于2016-07-13）.
2. ↑  . 网易娱乐专稿.   [2016-02-18]. （原始内容存档于2016-02-29）.

## 外部連結
- RSP官方資料（页面存档备份，存于）（日語）
- d-RSP官方資料（页面存档备份，存于）（日語）
- 讀賣電視台上關於RSP的資料（日語）
- Real Street Drama at Yomiuri TV（日語）
- RSP成員網誌（日語）
- RSPオフィシャルブログ by Ameba（页面存档备份，存于）（日語）
- RSPメンバーのブログ（日語）
- d-RSPメンバーのブログ（日語）
- Ai(RSP) 公式ブログ（页面存档备份，存于）（日語）
- Saki(RSP) 公式ブログ（页面存档备份，存于）（日語）
- 板谷映里（ERI）オフィシャルブログ「エリコレ」by Ameba（页面存档备份，存于）（日語）
- 船瀬唯のゆいずむ。（页面存档备份，存于）（日語）
- 船瀬唯×seestarscrew（页面存档备份，存于）